# František Kryštof Frankopan
František Kryštof Frankopan (chorvatsky Fran Krsto Frankopan, maďarsky Frangepén Ferenc Kristóf, latinsky Franciscus Francipani, 4. března 1643, Bosiljevo – 30. dubna 1671, Vídeňské Nové Město) byl chorvatský šlechtic, politik, spisovatel a básník z významného chorvatského rodu Frankopanů.
Vykonával úřady istrijského markraběte a měl titul hraběte z Tržace, podle hradu v Chorvatsko-uherském království (dnešní Cazin v Bosně a Hercegovině). Byl popraven stětím za účast na protihabsburském spiknutí.

## Život

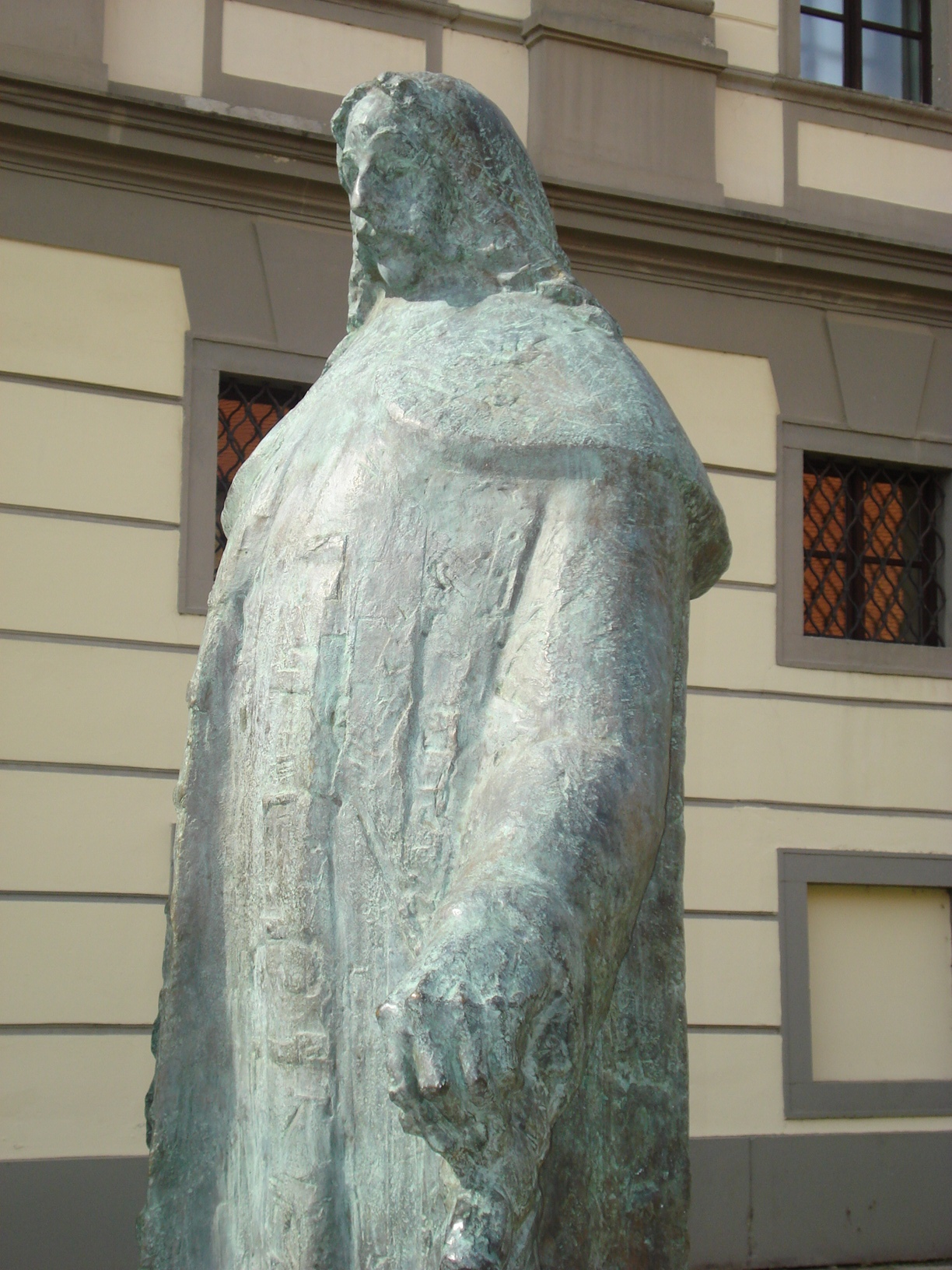
Socha Frankopana na Zrinském zámku v Čakovci

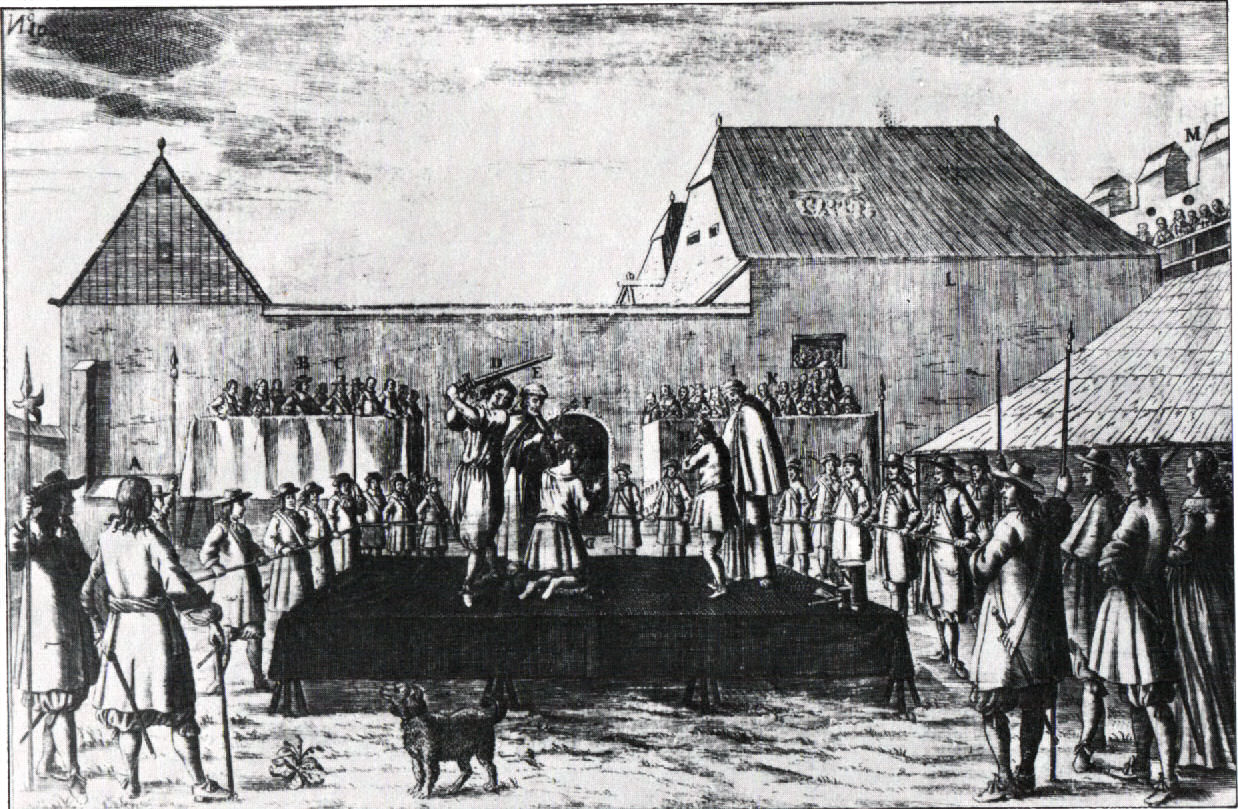
Poprava Františka Kryštofa Frankopana a Petra Zrinského na náměstí ve Vídeňském Novém Městě

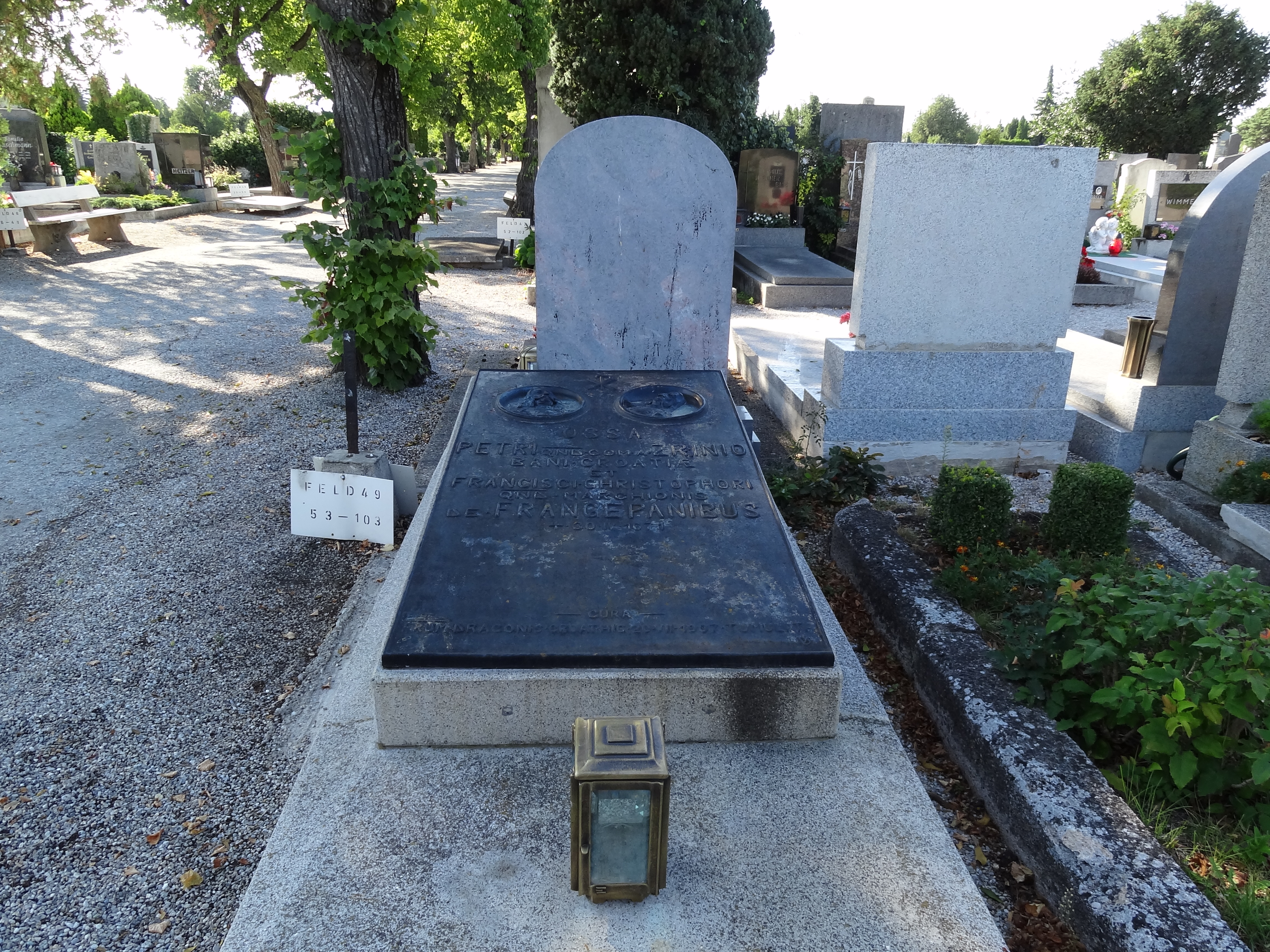
Hrob Frankopana a Zrinského ve Vídeňském Novém Městě

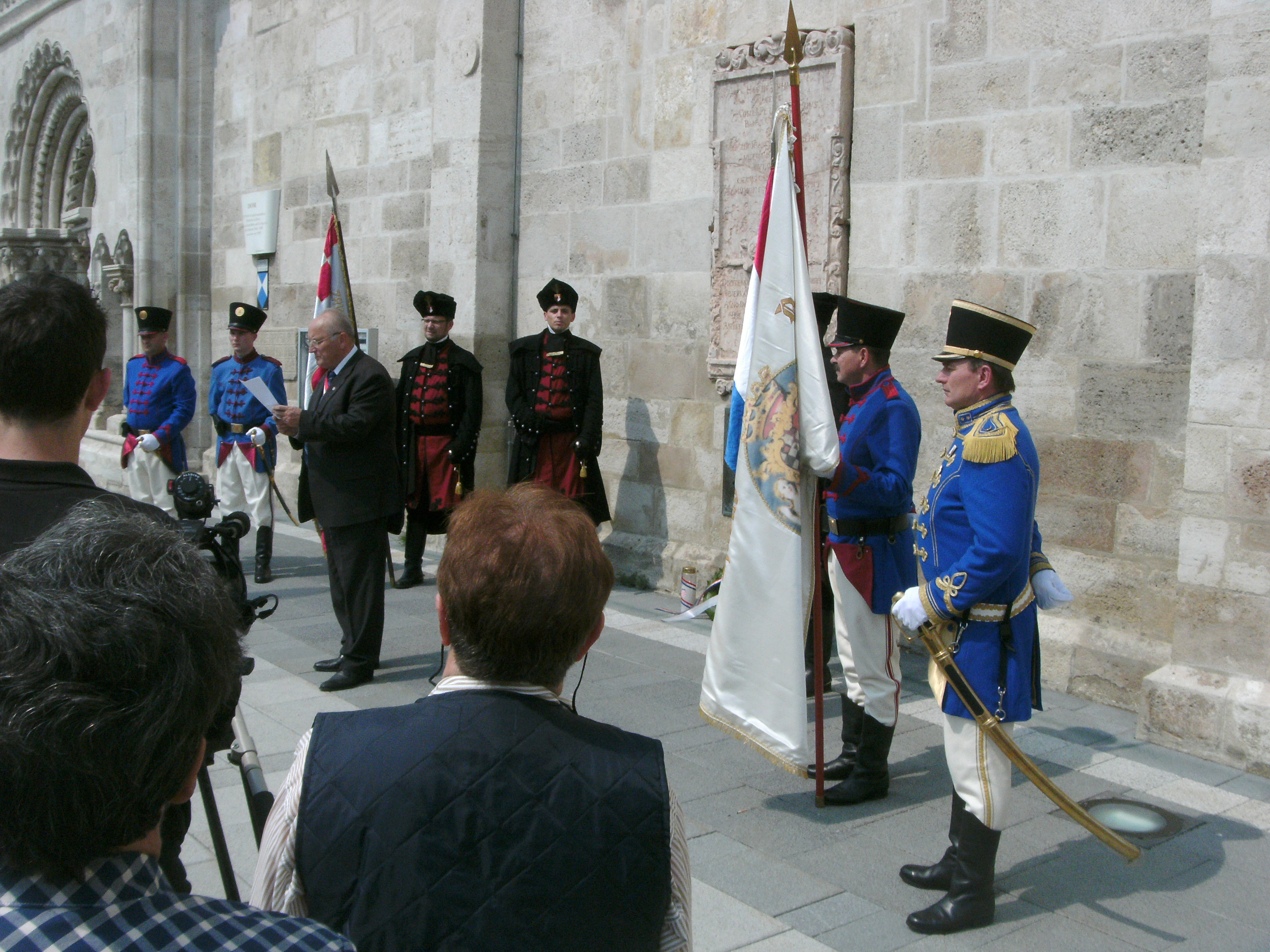
Vzpomínka na Frankopana a Zrinského před jejich památníkem v katedrále Vídeňském Novém Městě dne 25. dubna 2011

František Kryštof Frankopan se narodil jako syn Vlka II. Kryštofa Frankopana. Měl sestru Annu Kateřinu, provdanou Zrinskou.
František Kryštof stál společně s palatinem Františkem Wesselényim, Františkem Nádasdym a jeho švagrem Petarem Zrinským v čele spiknutí (v Chorvatsku označované jako Zrinského-Frankopanovo spiknutí) proti císaři Leopoldovi I. v Chorvatsku a Uhrách. Za to byl v roce 1671 odsouzen k smrti za velezradu a ve Vídeňském Novém Městě sťat spolu se Zrinským. Frankopanův majetek byl zkonfiskován a jeho rodina byla zbavena šlechtického titulu. Novým sídlem rodu se poté stal hrad poblíž města Ozalje.

## Pocty
V Chorvatsku je známý Frankopanův výrok „Navik on živi ki zgine pošteno“ (Kdo zemřel čestně, žije navěky). Je to citát z Frankopanovy básně Pozvanje na vojsku z roku 1665, písně vyzývající k boji proti Turkům.
František Kryštof Frankopan je spolu s Petrem IV. Zrinským v Chorvatsku, ale také některými Maďary, považován za národního hrdinu, protože bojovali na jedné straně proti Osmanům a na straně druhé proti habsburské nadvládě. 30. duben je v současném Chorvatsku slaven jako národní „Den popravy Petra Zrinského a Fran tiška Kryšofta Frankopana“ (Dan pogibije Petra Zrinskog i Frana Krste Frankopana).
Frankopan spolu s Petarem Zrinským byl zobrazen na chorvatské 5kunové bankovce (stažené z oběhu v roce 2008).
Chorvatsko uděluje Řád Petra Zrinského a Fran Krsta Frankopana (Red Petra Zrinskog i Frana Krste Frankopana), založený v roce 1995.